# Chilly Willy (curta animado)
Chilly Willy (Picolino no Brasil) é um desenho animado de 1953 criado por Walter Lantz para a Universal Pictures. Este episódio marca a primeira aparição do Picolino, que se tornou um dos personagens da Turma do Pica-Pau. Picolino teria uma grande reformulação em seu próximo desenho animado, I'm Cold, do diretor de desenho animado Tex Avery.

## Enredo
Uma escuna ancora no Polo Sul, e o capitão aporta em terra e deixa o mascote do navio, um São Bernardo, para vigiar o navio. Um pequeno pinguim, Picolino (o único pinguim que não está equipado para o frio), vê o navio e tenta se aquecer junto ao fogão. O cão de guarda tenta se livrar dele, mas Picolino consegue embebedar o cachorro com o rum em seu próprio barril. O capitão volta e encontra Picolino salvando o navio de afundar, enquanto o cachorro é encontrado dormindo. Picolino é feito mascote e o cachorro é jogado na prisão do navio. 

## Dublagem
| Personagem | Voz Original    | Dublador (a)            | Dublador (a)          |
| Personagem | Voz Original    | BKS (dublagem original) | Álamo (redublagem)    |
| ---------- | --------------- | ----------------------- | --------------------- |
| Picolino   | Sara Berner     | Cecília Lemes           | Zezinho Cútolo        |
| Capitão    | Dallas McKennon | ?                       | Carlos Alberto Amaral |
| Mascote    | Dallas McKennon | ?                       | ?                     |